# مولگارا
مولگارا (نام علمی: Dasycercus) نام یک سرده از تبار ستبردم‌تباران است.